# Freestyle ai XXI Giochi olimpici invernali - Gobbe maschile
La competizione Gobbe maschile di freestyle ai XXI Giochi olimpici invernali si è svolta il 14 febbraio alla Cypress Bowl Ski Area presso Vancouver, in Canada. È stata la prima medaglia d'oro a questa edizione dei Giochi per la squadra ospitante.

## Risultati[1]
| Pos | N ° | Atleta                    | Nazione     | Tempo           | Punteggio       | Punteggio       | Punteggio       | Totale          |
| Pos | N ° | Atleta                    | Nazione     | Tempo           | Curve           | Salti           | Tempo           | Totale          |
| --- | --- | ------------------------- | ----------- | --------------- | --------------- | --------------- | --------------- | --------------- |
|     | 4   | Alexandre Bilodeau        | Canada      | 23"17           | 14,1            | 5,44            | 7,21            | 26,75           |
|     | 1   | Dale Begg-Smith           | Australia   | 23"72           | 14,2            | 5,43            | 6,95            | 26,58           |
|     | 5   | Bryon Wilson              | Stati Uniti | 24"00           | 13,8            | 5,46            | 6,82            | 26,08           |
| 4   | 9   | Vincent Marquis           | Canada      | 23"10           | 13,6            | 5,04            | 7,24            | 25,88           |
| 5   | 17  | Pierre-Alexandre Rousseau | Canada      | 25"83           | 13,9            | 5,05            | 6,88            | 25,83           |
| 6   | 3   | Guilbaut Colas            | Francia     | 22"90           | 13,9            | 4,51            | 7,33            | 25,74           |
| 7   | 26  | Shō Endō                  | Giappone    | 23"52           | 13,1            | 5,24            | 7,04            | 25,38           |
| 8   | 2   | Jesper Björnlund          | Svezia      | 24"33           | 13,5            | 4,95            | 6,67            | 25,12           |
| 9   | 11  | Nobuyuki Nishi            | Giappone    | 23"92           | 13,4            | 4,85            | 6,86            | 25,11           |
| 10  | 8   | Aleksandr Smyšljaev       | Russia      | 23"75           | 13,2            | 4,24            | 6,94            | 24,38           |
| 11  | 10  | Maxime Gingras            | Canada      | 23"40           | 12,0            | 5,03            | 7,10            | 24,13           |
| 12  | 23  | Pierre Ochs               | Francia     | 24"96           | 12,9            | 4,35            | 6,37            | 23,62           |
| 13  | 12  | Denis Dolgodvorov         | Russia      | 25"53           | 12,5            | 4,98            | 6,11            | 23,59           |
| 14  | 31  | Mikko Ronkainen           | Finlandia   | 24"59           | 12,8            | 4,16            | 6,54            | 23,50           |
| 15  | 6   | Michael Morse             | Stati Uniti | 24"45           | 12,3            | 4,47            | 6,61            | 23,38           |
| 16  | 22  | Arttu Kiramo              | Finlandia   | 23"92           | 11,8            | 4,10            | 6,86            | 22,76           |
| 17  | 20  | Yugo Tsukita              | Giappone    | 24"98           | 12,0            | 4,38            | 6,36            | 22,74           |
| 18  | 7   | Dmitrij Rejcherd          | Kazakistan  | 25"28           | 10,3            | 2,71            | 6,22            | 19,23           |
| 19  | 14  | Patrick Deneen            | Stati Uniti | senza punteggio | senza punteggio | senza punteggio | senza punteggio | senza punteggio |
| 19  | 21  | Nathan Roberts            | Stati Uniti | senza punteggio | senza punteggio | senza punteggio | senza punteggio | senza punteggio |